# Ján Hodúr
Ján Hodúr (* 1. července 1957) je bývalý československý fotbalista, záložník. Jeho bratrem je bývalý fotbalista Peter Hodúr a synovcem fotbalista Ivan Hodúr.

## Fotbalová kariéra
V lize hrál za Slovan Bratislava, ZŤS Petržalka a DAC Dunajská Streda. V lize nastoupil ke 124 utkáním a dal 3 góly. V Poháru vítězů pohárů nastoupil ve 4 utkáních a v Poháru UEFA také ve 4 utkáních. Po skončení aktivní kariéry působí jako trenér v nižších soutěžích – mj. v Šamoríně.